# ユニバーサル・スタジオ・ジャパン15周年“RE-BOOOOOOOORN!”
『ユニバーサル・スタジオ・ジャパン15周年"RE-BOOOOOOOORN!』は、2016年3月18日からユニバーサル・スタジオ・ジャパンで開催されているアニバーサリーイベント。3月31日に15周年を迎えるにあたり、｢さあ、やり過ぎよう、生き返ろう。｣をテーマに開催されている。

## 概要
5周年「物語は、ここで生まれ変わる」、10周年「ハッピー・サプライズ！」に続く三度目の年間アニバーサリーイベント。パークのキャッチコピーが「世界最高を、お届けしたい。」に変更されてからは初のアニバーサリーイベントとなる。
テーマは｢Re-born(リ・ボーン)｣。ゲストのさまざまな感情便益を刺激し、脳を活性し、細胞丸ごと元気にして、日本全体を若返らせるというコンセプトのもと、ジュラシック・パークやミニオンズ、ONE PIECEや妖怪ウォッチなどといった、日米の映画コンテンツをベースにしたイベントをはじめ、これまでのテーマパーク概念を覆す｢15の『やり過ぎ』エンターテインメント｣を展開する。
イメージキャラクター(リ・ボーン大使)は松岡修造。アニバーサリーテーマソングはThe Royal Conceptの｢On Our Way｣。

## 年間スケジュール
※表記のない限り、2016年。

### プレイベント(1月15日～3月17日)
- 1月15日～6月26日 ユニバーサル・クールジャパン2016
  - きゃりーぱみゅぱみゅ XRライド
  - エヴァンゲリオン・ザ・リアル4-D：2.0
  - 進撃の巨人・ザ・リアル2
  - バイオハザード・ザ・エスケープ 2
  - モンスターハンター・ザ・リアル
- 2月2日 開幕事前イベント(グラマシーパーク)
- 2月29日 各種プレビュースタート
- 3月4日～6月30日 ユニバーサル・イースター・セレブレーション
- 3月17日 前夜祭

### オープニングイベント(3月18日～6月26日)
- 新デイパレードユニバーサル・RE-BOOOOOOOORN・パレード
- ジュラシック・パークエリア 拡張リニューアル
  - 新アトラクション｢ザ・フライング・ダイナソー｣
  - 新レストラン｢ディスカバリーレストラン｣
  - アトモスフィアショー｢ダイナソー・パニック｣
- ～6月26日 オープニングステージショー｢ユニバーサル・RE-BOOOOOOOORN!・パーティ｣
- ワゴンエリア｢RE-BOOOOOOOORN!マーケット｣
- ミニオン・テイク・オーバー～ミニオン乗っ取り大作戦～
  - ミニオン・"BEE-DO！"・レスキュー～ミニオン消火中！～
  - ミニオン・"BOO-YA！"・リペアズ～ミニオン工事中！～
  - ミニオン・スーパー・グリーティング
- 4月12日ウィザーディング・ワールド・オブ・ハリー・ポッターエリア 追加リニューアル
  - 新アクティビティ「ワンド・マジック」
  - 新アトモスフィアショー「ワンド・スタディ」
- 4月29日～5月31日バック・トゥ・ザ・フューチャー・ザ・ライド～さよならキャンペーン
  - さよならドク！ファイナル・グリーティング
- 6月26日 マジカル・スターライト・パレード フィナーレ

### やりすぎの夏(7月1日～9月4日)
- ウォーター・RE-BOOOOOOOORN・パーティ
- ミニオン・クールタイム！
- 6月27日～終了日未定 ハリウッド・ドリーム・ザ・ライド“RE-BOOOOOOOORN”VOICE TRACK
- ユニバーサル・ジャンプ・サマー
  - ユニバーサル・ジャンプ・エキシビション
  - ドラゴンボールZ・ザ・リアル 4-D
  - デスノート・ザ・エスケープ
  - ワンピース・プレミアショー2016(～10月2日)
  - ワンピース・ウォーターバトル
  - 麦わら大船団の宴レストラン
  - サンジの海賊レストラン(～10月2日)
- ユニバーサル・妖怪ウォッチ・ザ・フェスティバル
  - 妖怪ウォッチ・ザ・リアル
  - ようかい体操・ザ・リアル
  - 妖怪スタジオ・スターズ・レストラン
- 7月21日～ AKB48グループ選抜｢やり過ぎ！サマー｣
  - やり過ぎ！サマーシアター(ステージ14、一部休演日あり)
  - やり過ぎ！サマーLIVE(グラマシーパーク、一部日程のみ)

### ユニバーサル・サプライズ・ハロウィーン(9月9日～11月6日)
- ハロウィーン・ホラー・ナイト（en:Halloween Horror Nights）
  - ストリート・ゾンビ
  - ゾンビ・モブ
  - Ｊホラー・エリア
  - 祟TATARI ～生き人形の呪い～
  - トラウマ2 ～最恐実験病棟～
  - エクソシスト ～悪魔祓いの館～
  - エルム街の悪夢 ザ・メイズ2
  - チャッキーのホラー・ファクトリー 3
  - 学校の怪談 ～呪われたアトラクション～
  - 貞子 ～呪われたアトラクション～
- ユニバーサル・RE-BOOOOOOOORN・パレード～ハロウィーンver.～
- ユニバーサル・RE-BOOOOOOOORN・パーティ #仮装で熱狂
- "やりすぎ" トリック・オア・トリート